# 胡風
胡 風（こ ふう、フー・フォン、1902年11月2日 - 1985年6月8日）は、中国の文芸理論家、文学評論家、翻訳家、詩人。本名は張光人、他の筆名に谷非、高荒、張果などがある。魯迅との親交もあった。
左翼作家として知られ、七月派と呼ばれる作家集団を作った。1955年、共産主義に反したとして仲間と共に逮捕され、1965年まで投獄される。一度は解放されるが1965年に懲役14年の判決が下り、1979年1月まで投獄される。1985年6月8日、死去。

## 生涯

### 日中戦争終結まで
1925年、清華大学英文科に入学、1929年日本に留学、東亜高等予備校で学び、1931年、慶應義塾大学文学部英文科に入学。プロレタリア科学研究所芸術部会に参加した。また、中国左翼作家連盟(左連)東京支部に参加した。1933年、抗日レジスタンス運動に参加した廉で逮捕され、中国に強制送還された。上海で左連宣伝部長に就いた。1935年、秘密出版された雑誌『木屑文叢』に小説を発表、ソ連の社会主義現実主義理論を紹介した。1936年、共同編集で雑誌『海燕』を刊行、そこで翻訳短編小説集『山霊』を発表し、朝鮮や台湾における反植民地闘争の様子を紹介した。1937年7月、日中戦争が勃発した。それを受けて9月、戦下の上海で『七月』を創刊、『七月詩叢』や『七月文叢』と呼ばれる作品を発表した。1938年3月27日、中華全国文芸界抗敵協会が発足し常務委員に就任、10月に武漢に移り、さらに12月、重慶に移って復旦大学教授を兼ねた。詩集『為祖国而歌』、エッセー集『棘原草』、文芸批評論文集『剣·文芸·人民』、『論民族形式問題』、訳文集『人与文学』などを発表した。1945年、同人誌『希望』を創刊。文芸批評論文集『為了明天』(明日のために)を発表した。

### 中華人民共和国成立前後
1948年、『論現実主義的路』(リアリズムの路を論ず)等を出版した。1949年1月、遼寧省の解放区に入って共産党の運動に参加した。1949年10月、中華人民共和国が建国され、中国文学芸術界連合会委員、中国作協全国常委を歴任した。抒情長詩『時間開始了！』、特写集『和新人物在一起』、エッセー『従源頭到洪流』、長詩『為了朝鮮·為了人類』などを発表した。また、評論家として報告文学、小説、劇、映画、児童文学、小品文を批評、人民文学出版社から『胡風評論集』3巻を出版した。

### 反革命分子とされる

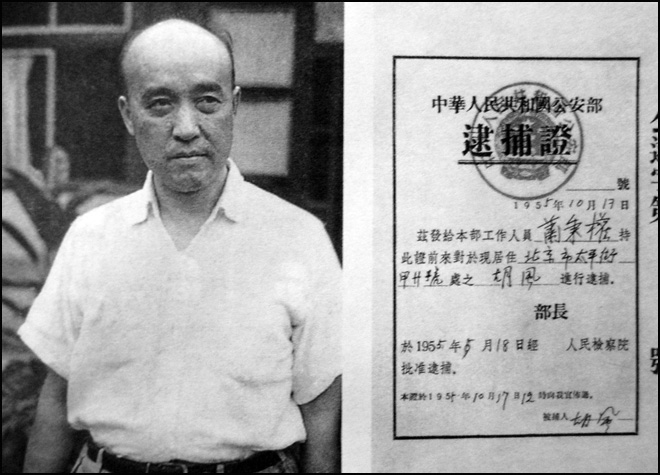
胡風に出された逮捕状

1952年、文芸整風運動の一環で人民日報に批判された。この時はまだ罪に問われたわけではなく、1953年には作家協会の常務理事に選出されている。1954年9月、台湾に亡命していた作家胡適が批判され、いわゆる胡適思想批判が始まった。これに関連して胡風は『文芸報』編集部や党の文化官僚を批判、さらに袁水拍や周揚が胡風に反論した。
一連の動きを見た毛沢東は胡風を反革命分子と認定、1955年5月16日に逮捕された。梅志、路翎、牛漢らの仲間も罪状も明らかにされず次々と逮捕あるいは監禁された。彼らは「胡風反党集団」と呼ばれた。逮捕を命じたのは羅瑞卿、その罪は郭沫若により「反革命」とされた。その後、蒋介石のスパイ、あるいはその協力者と判定された。ただしこれは冤罪であった。というよりも、中国共産党による後付けの理由である。この際に逮捕された者は92人、調査された者は2千人以上に昇った。このうち公式に胡風集団と認定されたものは78名、このうち免職、労働教育、下放労働などの処理を受けた者は61名だった。
胡風らは政治犯監獄である秦城監獄(zh)に収監された。このうち、罪が軽いとされた者は1年ほどで釈放されたが、一方、阿壠、賈植芳、耿庸など罪が重いとされたものは1960年代の後半まで収監された。胡風自身は10年間入獄し、10年目に懲役14年の判決が下った。さらにその後、無期懲役に切り替えられた。
胡風らが逮捕された後、中国の文芸界関係者はこの事件に関する意見書を出すことが義務付けられた。そこで沈黙することは許されず、胡風らを批判することしか許されなかった。胡風らを擁護した者は獄に入れられた。このため呂熒は1年間軟禁され、さらに文化大革命で再び収監されて獄中で死亡した。もっとも、大多数の文芸界関係者は表面上は胡風を批判することで、その地位を保った。
毛沢東は1956年4月25日、『十大関係を論ず』(zh)で「胡風問題」について「（胡風のような）反革命分子はゴミであり、害虫であるが、捕まえた以上は殺さず人民のために働かせるべきだ」（反革命是廃物，是害虫，可是抓到手以後，卻可以譲他們給人民辦点事情。）と述べている。

### 百花斉放百家争鳴と反右派闘争
1956年5月2日、政府は百花斉放百家争鳴と呼ばれる運動を開始し、言論統制を少し緩めた。政府は、社会主義を賛美する言論が行われることを期待した。
ところが政府の意に反して、胡風を擁護する意見も続出した。北京大学の学生林希翎は演説の中で胡風問題について触れ、彼らは反革命分子ではないと堂々と主張した。また、かつて胡風反党集団とされた何満子や牛漢、曾卓、王皓、化鉄らは自分らは決して反革命分子ではないとする文を発表した。
結局6月8日毛沢東は、百花斉放百家争鳴の方針を事実上撤回を指示、反右派闘争と呼ばれる言論弾圧を開始した。胡風問題は特に重視され、彼について言及したものは賛成派、反対派を問わずほとんどが逮捕された。舒蕪はかつて胡風を告発したために胡風問題の時は事なきを得ていたが、反右派闘争では胡風の一味と見なされて労働改造に回された。呉祖光もまた胡風を告発していたが、右派と見なされた。陳涌は胡風派の阿壠を批判していたが、「胡風を批判する一方で、胡風の影響を受けた」として右派と見なされた。かつて釈放されていた胡風派もまた罪に問われ、投獄されたり労働改造に従事させられたりした。さらに1965年から始まった文化大革命で胡風派はもう一度反革命集団のレッテルを貼られた。

### 出獄後
胡風は合計24年の監禁懲役の後の1979年、出獄した。その後の中国では1980年、1986年、1988年の3回にわたり名誉回復が行われ、また「胡風集団」と見なされた文学者も名誉回復された。1981年、全国人民政治協商会議委員、1982年、中国文学芸術界連合会委員となり、さらに中国作家協会と文化部文学芸術研究院顧問などにもなる。
1985年6月8日死去。